# حب مجنون، أحمق
مجنون، غبي، حب (بالإنجليزية: Crazy, Stupid, Love)‏ هو فيلم كوميدي رومانسي من كتابة دان فوغلمان، وبطولة ستيف كارل، جوليان مور، إيما ستون، ماريسا تومي وكيفين بيكن. صدر الفيلم في 29 يوليو 2011

## القصة
يروي الفيلم قصة كال “ستيف كارل”، أب مملّ يعيش في ضواحي إحدى المدن ويكتشف في المشهد الأول من الفيلم أن زوجته “جوليان مور” تريد الطلاق منه بعد نحو مرور 20 عاماً على زواجهما.ونتيجة لهذا الوضع، يبدأ كال بمواساة نفسه بالتردّد على حانة محلية إلى أن يلتقي بجايكوب “رايان غوسلينغ”، زير نساء لافت للأنظار يقرّر تبنّي كال وتدريبه على فن صيد النساء في الحانات. يشمل الفيلم شخصيات مساعدة متنوّعة عدّة بما فيها روبي “جوناه بوبو”، ابن كال وهو تلميذ في الصف الثامن المتوسط يتميز بنضج فكري يسبق عمره، وطالبة الحقوق العنيدة هانا “إيمّا ستون”، ويعرض جملة من العلاقات العصرية التي تعالج مسائل كالحب والالتزام، ناهيك بطقوس الترابط والتواصل بين الرجال الشائعة في عام 2011